# Fervidelas
Fervidelas é uma povoação portuguesa do Município de Montalegre que foi sede da extinta Freguesia de Fervidelas, freguesia que tinha 5,77 km² de área e 87 habitantes (2011), e, por isso, uma densidade populacional de 15,1 hab/km².
A Freguesia de Fervidelas foi extinta (agregada) pela reorganização administrativa de 2012/2013, tendo o seu território sido agregado ao da Freguesia de Viade de Baixo para criar a União de Freguesias de Viade de Baixo e Fervidelas.

## População
| Número de habitantes | Número de habitantes | Número de habitantes | Número de habitantes | Número de habitantes | Número de habitantes | Número de habitantes | Número de habitantes | Número de habitantes | Número de habitantes | Número de habitantes | Número de habitantes | Número de habitantes | Número de habitantes | Número de habitantes |
| -------------------- | -------------------- | -------------------- | -------------------- | -------------------- | -------------------- | -------------------- | -------------------- | -------------------- | -------------------- | -------------------- | -------------------- | -------------------- | -------------------- | -------------------- |
| 1864                 | 1878                 | 1890                 | 1900                 | 1911                 | 1920                 | 1930                 | 1940                 | 1950                 | 1960                 | 1970                 | 1981                 | 1991                 | 2001                 | 2011                 |
| 249                  | 297                  | 270                  | 293                  | 312                  | 250                  | 298                  | 260                  | 301                  | 304                  | 297                  | 247                  | 152                  | 116                  | 87                   |

(Obs.: Número de habitantes "residentes", ou seja, que tinham a residência oficial neste município à data em que os censos se realizaram.)

## Património
- Igreja Matriz de Fervidelas.